# Eugène Chen
Eugène Chen (陈友仁, 1878-1944), connu dans sa jeunesse sous le nom d'Eugène Bernard Achan, est un avocat chinois de l'étranger qui devint dans les années 1920 le ministre des Affaires étrangères de Sun Yat-sen dont il réussit à promouvoir les politiques étrangères anti-impérialistes.

## Premières années: un Chinois de l'étranger découvre la Chine
Le père de Chen, Chen Guangquan, membre d'une famille cantonaise Hakka, est connu sous le nom de Joseph Chen ou Achan. Après avoir participé à la révolte des Taiping contre la dynastie mandchoue, Chen Guangquan fuit vers les Antilles françaises où il rencontre sa femme Marie Longchallon aussi d'origine chinoise, immigrée comme lui. Chen et ainsi que la famille Longchallon en arrivant à la Martinique étaient acceptés par les autorités françaises en échange de leur conversion à la foi catholique. Eugène est l'ainé de leurs trois fils. Après avoir commencé sa scolarité dans les écoles catholiques de Trinidad, Eugène Chen passe son diplôme d'avocat, et devient l'un des plus sollicités des îles. La famille ne parle pas chinois à la maison, et n'ayant pas d'écoles chinoises sur place, il ne peut apprendre à lire le chinois. Il dira plus tard que sa bibliothèque était composée d'ouvrages de Dickens, Shakespeare, Scott, et de livres juridiques, et qu'il « parlait anglais aussi bien qu'un intellectuel » ; « excepté pour sa couleur, rien de sa vie ni de ses habitudes n'étaient chinoises ».
Chen quitte plus tard les îles pour s'installer à Londres, où il assiste à un discours de Sun Yat-sen contre le gouvernement mandchou de Chine. Sun le convainc de venir en Chine et d'apporter ses connaissances juridiques à la nouvelle république en 1912. Chen prend ainsi le Transsibérien, et partage le voyage avec Wu Lien-teh, un médecin chinois né en Malaisie. Apprenant que Chen n'a pas de nom chinois, Wu suggère « Youren » comme équivalent à « Eugène ».
Après que Sun soit forcé de s'exiler au Japon en 1913, Chen reste à Pékin où il commence une nouvelle carrière de journaliste. Il publie la Gazette de Pékin bilingue de 1915 à 1917, puis fonde la Gazette de Shanghai, le premier élément d'un réseau de journaux voulu par Sun pour couvrir toute la Chine. Chen cesse de soutenir Yuan Shikai et devient un fervent critique de son gouvernement, l'accusant de « vendre la Chine ». En 1918, Chen rejoint Sun à Canton pour soutenir le gouvernement du Sud, qu'il représente lors de la conférence de paix de Paris, où il s'oppose aux projets japonais et britannique sur la Chine. En 1922, Chen devient un proche conseiller de Sun dans le domaine des affaires étrangères, et développe un nationalisme anti-impérialiste à tendance gauchiste et soutient l'alliance de Sun avec l'Union soviétique.

## Diplomatie révolutionnaire
La diplomatie de Chen amène un historien à le considérer comme le « diplomate chinois le plus important des années 1920 et qui joua un rôle important dans le rétablissement des droits ». Chen accueille favorablement l'alliance de Sun avec l'Union soviétique, et travaille harmonieusement avec Mikhaïl Borodine, le conseiller en chef soviétique dans la réorganisation du Parti nationaliste à Canton. Après la mort de Sun en 1925, Chen est élu au comité exécutif central et au poste de ministre des Affaires étrangères. Durant les deux années suivantes, Chen proteste vigoureusement sur la poursuite des politiques impérialistes avec les gouvernements américain et britannique, tout en négociant avec les autorités britanniques au sujet des grandes grèves de travailleurs à Hong Kong. Lorsque l'expédition du Nord de Tchang Kaï-chek apparait sur le point d'unifier le pays, Chen rejoint le gouvernement nationaliste rival à Wuhan. En janvier 1927, les nationalistes prennent le contrôle par la force de la concession étrangère de Wuhan, et tandis qu'une foule en colère attaque la concession étrangère de Kiukiang, des navires de guerre étrangers se regroupent à Shanghai. Les négociations de Chen avec les Britanniques mènent à la confirmation du contrôle chinois des deux concessions et ce succès est considéré comme le début d'une nouvelle politique étrangère révolutionnaire. La situation bascule très vite. Les puissances étrangères exercent des représailles après plusieurs attaques xénophobes sur des étrangers par des éléments de l'armée nationale révolutionnaire à Nankin, et Tchang Kaï-chek lance le massacre de Shanghai de 1927 sur les communistes. Chen envoie Borodin, ses fils Percy et Jack Chen, et la journaliste gauchiste américaine Anna Louise Strong dans un convoi automobile à travers l'Asie centrale jusqu'à Moscou. Lui, ses filles Si-lan et Yolanda, Mme. Sun Yat-sen, et le journaliste américain Rayna Prohme, partent de Shanghai pour Vladivostok, puis prennent le Transsibérien pour Moscou.

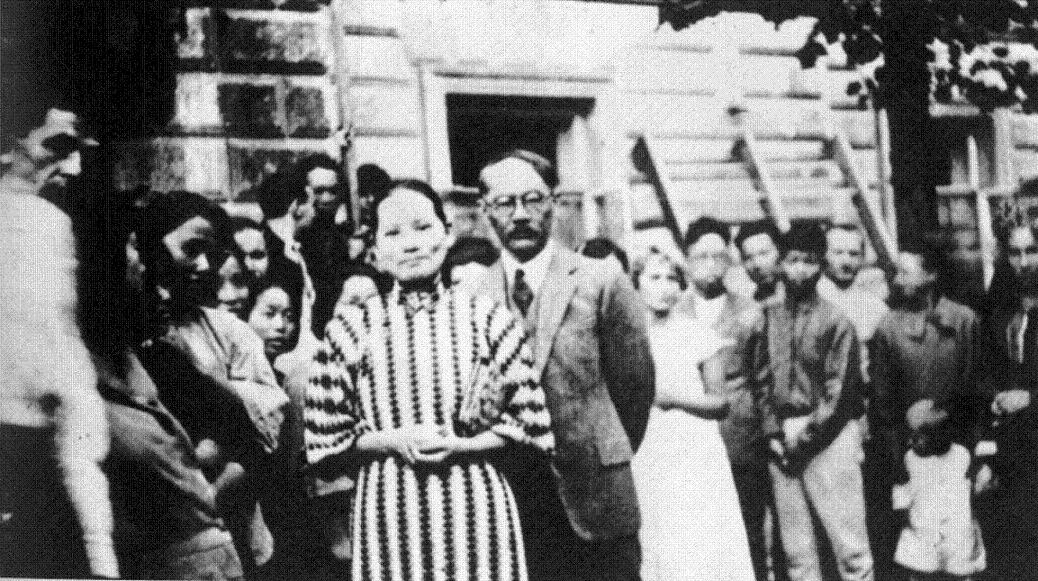
Chen et Song Qingling à Moscou en 1927.

La vie à Moscou n'est pas facile. Après un premier accueil public chaleureux, Staline fait preuve de peu de tolérance pour les symboles vivants de l'échec soviétique en Chine. Chen et Mme. Sun échouent dans leur tentative d'établir un front gauchiste chinois, et quitte très vite Moscou. Après une période d'exil en Europe et une brève période au service de gouvernements opposés à celui de Nankin, Chen se voit finalement retiré son poste de ministre des Affaires étrangères par le Kuomintang durant la rébellion du Fujian par le gouvernement populaire du Fujian en 1934. Il trouve de nouveau refuge en Europe, et retourne à Hong Kong dès le déclenchement de la guerre avec le Japon. Il est invité à Shanghai au printemps 1942 par les Japonais dans l'espoir de le persuader de soutenir le gouvernement national réorganisé de la République de Chine pro-Japonais, mais il reste très critique de ce « paquet de menteurs » jusqu'à sa mort en 1944, à l'âge de 66 ans.

## Famille
En 1899, Chen épouse Agatha Alphosin Ganteaume (1878-1926), une créole française fille de bonne famille. Ils ont huit enfants, dont quatre seulement dépassent l'enfance : Percy (1901-1986), avocat, qui travaillera avec son père pendant de nombreuses années ; (Sylvia) Silan (1905-1996), une danseuse internationale, mariée à l'historien du cinéma américain Jay Leyda ; Yolanda (1913- ) ; et Jack (1908-1995), qui acquiert une réputation internationale de journaliste-cartooniste durant la guerre sino-japonaise, et qui écrira Une Année de grande félicité (en), un récit de son expérience dans la campagne durant la révolution culturelle. En 1958, Jack épouse Chen Yuan-tsung.
Après la mort d'Alphosin en 1926, Chen et Georgette Chen se marient en 1930 et restent en couple jusqu'à sa mort en 1944.